# Sven Johansson
Sven "Svängis" Folke Lennart Johansson (Estocolmo, 8 de julho de 1914 — Estocolmo, 12 de outubro de 1982) foi um ciclista sueco. Competiu na prova de estrada (individual e por equipes) nos Jogos Olímpicos de Verão de 1936 em Berlim, mas não conseguiu completar em ambas as corridas.